# Peterhof (Gersthofen)
Peterhof ist ein Weiler auf der Gemarkung des Gersthofner Stadtteils Rettenbergen im Naturpark Augsburg-Westliche Wälder.

## Geschichte
Südlich des Weilers befindet sich eine spätkeltische Viereckschanze, die auf eine Besiedlung des Gebietes seit der späten La-Tène-Zeit schließen lässt. Der Weiler im Naturpark Augsburg-Westliche Wälder zwischen dem Großen Wald und dem Gablinger Hart erhielt seinen Namen von der Kapelle St. Peter, die erstmals 1488 erwähnt wurde. Der Einzelhof wurde im Dreißigjährigen Krieg zerstört und anschließend 1683 wiederaufgebaut. Der Hof diente anfänglich für die Holzfuhrwerke auf den Weg nach Augsburg als Raststätte. Bis 1776 war der Weiler im Eigentum des Klosters Holzen und war dann bis zur Säkularisation in Besitz des Damenstifts St. Stephan. Das Hochgericht übte die Markgrafschaft Burgau aus. Ende des 18. Jahrhunderts wurde das Grundstück unterhalb der Kapelle abgetrennt (Haus-Nr. 2). Anfang des 20. Jahrhunderts zählte der Weiler vier Anwesen: Wirtshaus (Haus-Nr. 1), Bauernhof (Haus-Nr. 2), Köhlerhaus (Haus-Nr. 3) und Schäferhaus (Haus-Nr. 4).
Peterhof gehörte früher zur Gemeinde Rettenbergen. Mit der Eingemeindung von Rettenbergen am 1. Januar 1978 fiel der Weiler an die Stadt Gersthofen. Peterhof war früher römisch-katholisch nach Heretsried und ist heute nach Batzenhofen gepfarrt. 

## Kurioses
Aufgrund der Zustellorganisation der Deutschen Post war der Postort „Peterhof“ ursprünglich der Gemeinde Gablingen zugeteilt und besaß damit auch die Postleitzahl dieser Gemeinde (86456). In mehreren Gesprächen mit der Deutschen Post und unter Einbeziehung der Anwohner konnte erreicht werden, dass der Postort „Peterhof“ die Postleitzahl von Gersthofen (86368) bekommt. Die Änderung wurde zum 1. April 2015 wirksam.